# Phare de Buenos Aires
Le phare de Buenos Aires (en espagnol : Edificio Malecón) est un phare actif situé sur l'Edificio Malecón (es) dans le quartier de Puerto Madero à Buenos Aires, dans la Province de Buenos Aires en Argentine. Il est géré par le Servicio de Hidrografía Naval (SHN) de la marine .

## Description
Ce phare est un long pylone en béton, avec une galerie et une lanterne de 30 m de haut, surmontant un immeuble de bureaux. La tour est totalement blanche. Il émet, à une hauteur focale de 90 m, un éclat blanc par période de 3 secondes. Sa portée n'est pas connue.
Identifiant : ARLHS ARG... : Amirauté : G0846 .